# Kanton Villejuif-Est
Der Kanton Villejuif-Est war von 1985 bis 2015 ein französischer Wahlkreis im Arrondissement L’Haÿ-les-Roses, im Département Val-de-Marne und in der Region Île-de-France. Er bestand aus einem Teil der Stadt Villejuif.

## Bevölkerungsentwicklung
| 1990   | 1999   | 2010   |
| ------ | ------ | ------ |
| 22.544 | 20.842 | 24.055 |